# Mouloud Iboud
Mouloud Iboud (en kabyle : Mulud Ibud) né le 27 février 1953, à Aït Douala, dans la wilaya de Tizi Ouzou en Algérie est un ancien footballeur international algérien qui est ensuite devenu entraîneur des espoirs, entraîneur adjoint, vice-président et président et porte-parole de la JS Kabylie.
Il est le joueur le plus capé de l'histoire du club de la JS Kabylie avec 470 matchs joués et aussi le joueur le plus capé de l'histoire du championnat algérien avec 424 apparitions.
Il remporte un total de 17 titres avec la JS Kabylie (12 en tant que joueur, deux en tant qu'entraîneur adjoint, deux en tant que vice-président et un en tant que porte-parole).
En 1973, il devient international algérien sélectionné, par le roumain Dumitru Macri. Il compte cinq sélections en équipe nationale d'Algérie entre 1973 et 1975.

## Carrière

### En tant que joueur
Mouloud Iboud entame sa carrière en 1964 dans les catégories jeunes de la JS Kabylie. 
En 1970, tout en étant junior, il est promu en équipe sénior de la JS Kabylie, par l'entraîneur français Edmond Le Maître.
Premier grand capitaine des Canaris de 1976 à 1984, il joue avec trois générations de la JS Kabylie, qui été surnommée à son époque le Rouleau compresseur, vu qu'elle dominait le championnat algérien.
Il gagne six fois le championnat d'Algérie avec la JS Kabylie, dont un doublé coupe-championnat en 1977, une coupe de la Révolution Agraire en 1972, une Supercoupe d'Algérie en 1973, une Coupe des clubs champions africains en 1981, une Supercoupe d'Afrique en 1982 et un Tournoi de la Fraternité en 1982.
Il prend sa retraite à 31 ans, en 1984 après avoir évolué 20 ans à la JS Kabylie (six ans en junior et 14 ans en professionnel).

### L'après-carrière
Il occupe le poste d'entraîneur des espoirs en 1984 et le poste d'entraîneur adjoint en 1986, à la JS Kabylie. 
Il est vice-président de la JS Kabylie de 1989 à 1991. 
Il est élu président de la JS Kabylie en 1993 et démissionne de ce poste pour laisser place à son successeur Mohand Cherif Hannachi, la même année.
Il est candidat à la présidence de la JS Kabylie en 2005.
Il est manager général du RC Kouba de 2007 à 2009.
En 2018, il est nommé porte-parole de la JS Kabylie par le président Cherif Mellal. Il démissionne de ce poste, en 2021, après l'arrivée d'une nouvelle direction, au sein du club.

## Palmarès

### En tant que joueur
- Avec la JS Kabylie
  - Coupe de la Révolution Agraire (1) : 1972[8].
  - Championnat d'Algérie (6) : 1973, 1974, 1977, 1980, 1982 et 1983.
  - Supercoupe d'Algérie (1) : 1973[9].
  - Coupe d'Algérie (1) : 1977.
  - Coupe des clubs champions africains (1) : 1981.
  - Tournoi de la Fraternité (1) : 1982[10].
  - Supercoupe d'Afrique (1) : 1982[11].

### En tant qu'entraîneur adjoint de la JS Kabylie
- Vainqueur du championnat d'Algérie en 1986.
- Vainqueur de la Coupe d'Algérie en 1986.

### En tant que vice-président de la JS Kabylie
- Vainqueur du championnat d'Algérie en 1990.
- Vainqueur de la Coupe des clubs champions africains en 1990.

### En tant que porte-parole de la JS Kabylie
- Vainqueur de la Coupe de la Ligue algérienne en 2021.
- Finaliste de la Coupe de la confédération en 2021.

### En tant que manager général du RC Kouba
- Accession en D1 en 2008.

## Distinctions personnelles
- Le joueur le plus capé de l'histoire du club de la JS Kabylie avec 470 matchs joués[12].
- Le joueur le plus capé de l'histoire du championnat algérien avec 424 matchs joués.